# Cerebratulus anguillula
Cerebratulus anguillula är en djurart som tillhör fylumet slemmaskar, och som beskrevs av Heinrich Bürger 1892. Cerebratulus anguillula ingår i släktet fläsknemertiner, och familjen Cerebratulidae. Inga underarter finns listade i Catalogue of Life.